# آدریان ماهیا
آدریان ماهیا (انگلیسی: Adrián Mahía؛ زادهٔ ۲ دسامبر ۱۹۶۷) بازیکن فوتبال اهل آرژانتین است.
از باشگاه‌هایی که در آن بازی کرده‌است می‌توان به باشگاه اتلتیکو ایندپندینته، باشگاه فوتبال روساریو سنترال، و باشگاه فوتبال کروز آزول اشاره کرد.